# Liste des châteaux de Moray
Cette liste recense les principaux châteaux du council area de Moray en Écosse.

## Liste
| Nom                                   | Type            | Date | Condition       | Propriétaire                | Localisation | Notes                      | Image                        |
| ------------------------------------- | --------------- | ---- | --------------- | --------------------------- | ------------ | -------------------------- | ---------------------------- |
| Château d'Aikenway                    |                 |      | En ruines       |                             |              |                            |                              |
| Château d'Asliesk                     |                 |      | En ruines       |                             |              |                            |                              |
| Château d'Auchindoun Castle, Dufftown |                 |      | En ruines       |                             |              |                            |                              |
| Château de Ballindalloch              | Historic House  | 1546 |                 | Privé                       |              |                            |                              |
| Château de Balvenie Castle, Dufftown  |                 |      | En ruines       | Historic Scotland           |              |                            |                              |
| Château de Blairfindy                 |                 |      | En ruines       |                             |              |                            |                              |
| Château de Blervie                    |                 |      | En ruines       |                             |              |                            |                              |
| Château de Brodie                     | fortified house |      | complete        | National Trust for Scotland |              | Open to public             | Brodie                       |
| Château de Burgie                     |                 |      | En ruines       |                             |              |                            |                              |
| Tour de Coxton                        |                 |      | En ruines       |                             |              |                            |                              |
| Château de Craigneach                 |                 |      | Disparu         |                             |              |                            |                              |
| Château de Cullen                     |                 |      | Privé dwellings |                             |              |                            |                              |
| Château de Darnaway                   | Historic house  |      |                 |                             |              |                            |                              |
| Château de Deskie                     |                 |      | Disparu         |                             |              |                            |                              |
| Tour de Deskford                      |                 |      | En ruines       |                             |              |                            |                              |
| Château de Drumin                     |                 |      | En ruines       |                             |              |                            |                              |
| Château de Duffus                     |                 |      | En ruines       | Historic Scotland           |              | Open to public. Free entry |                              |
| Château de Dunphail                   |                 |      | En ruines       |                             |              |                            |                              |
| Château d'Elgin                       |                 |      | En ruines       |                             |              |                            |                              |
| Château d'Earnside                    |                 |      | Disparu         |                             |              |                            |                              |
| Château de Findochty                  |                 |      | En ruines       |                             |              |                            |                              |
| Château de Forres                     |                 |      | Disparu         |                             |              |                            |                              |
| Château de Gauldwell                  | Historic house  |      | En ruines       |                             |              |                            |                              |
| Château de Gordon                     | Historic house  |      |                 | Privé                       |              |                            |                              |
| Château de Hempriggs                  |                 |      | Disparu         |                             |              |                            |                              |
| Château d'Inverugie                   |                 |      | Disparu         |                             |              |                            |                              |
| Château de Kilbuaick                  |                 |      | Disparu         |                             |              |                            |                              |
| Château de Kininvie                   |                 |      |                 | Privé                       |              |                            |                              |
| Château de Kinneddar                  |                 |      | Disparu         |                             |              |                            |                              |
| Château de Pitlurg                    |                 |      | En ruines       |                             |              |                            |                              |
| Château de Rothes                     |                 |      | En ruines       |                             |              |                            |                              |
| Château de Rothiemay                  |                 |      | En ruines       |                             |              |                            |                              |
| Palais de Spynie                      |                 |      | En ruines       | Historic Scotland           |              | Open to public. Entry fee  | David's Tower, Spynie Palace |
| Château de Skeith                     |                 |      | Disparu         |                             |              |                            |                              |
| Château de Castle Stripe              |                 |      | En ruines       |                             |              |                            |                              |
| Château de Tor Castle, Dallas         |                 |      | En ruines       |                             |              |                            |                              |
| Château de Tronach                    |                 |      | Disparu         |                             |              |                            |                              |
| Château de Quarrelwood                |                 |      | Disparu         |                             |              |                            |                              |